# Chhoeun Lvai
Chhoeung Lvay  (tiếng Khmer: ឈឿង ល្វៃ ), sinh ngày 01 tháng 10 năm 1997, tại làng Tuol Thnong, xã Koul, huyện Prasat Sambour, tỉnh Kampong Thom . Anh là võ sĩ hạng nặng người Khmer duy nhất tại câu lạc bộ võ thuật Neakareach Chaktomuk. Trên đấu trường Kun Khmer anh có biệt danh là Neak-leng-kaeng-pi-kheat, domrey-chhon-kla  nghĩa là (Sát thủ cùi chỏ, voi đả hổ ). Anh tiến bộ nhanh chóng, đặc biệt là bản lĩnh chiến đấu nhạy bén luôn gây ấn tượng mạnh với người hâm mộ. Anh cũng là một trong số ít võ sĩ Kun Khmer thường xuyên hạ gục đối thủ ngoại quốc ăn đòn bằng cùi chỏ sắc nhọn. Lĩnh vực của anh là bộ môn Kun Khmer và Kickboxing  tại thế vận hội SEA Games và các sự kiện thể thao của quốc gia.

## Xuất thân
Chhoeung Lvay sinh tại làng Tuol Thnong, xã Koul, huyện Prasat Sambour, tỉnh Kampong Thom. Anh xuất thân trong một gia đình nông dân nghèo khó nên chỉ học hết chương trình phổ thông lớp 8. Do thấy hoàn cảnh gia đình bần cùn, nên anh xin bố mẹ ra ngoài bôn ba xứ người để kiếm tiền phụ giúp gia đình.
Năm 2012, Chhoeung Lvay rời tỉnh Kampong Thom vào thủ đô Phnôm Pênh để tìm việc làm. Công việc đầu đời của anh là làm phụ xế xe tải cho người anh họ tại Phnôm Pênh.
Năm 2014-2015, anh vừa làm việc vừa lén lúc luyện tập tại Câu lạc bộ võ thuật trong nội thành. Khi cha mẹ biết chuyện, họ đều không ủng hộ và ra sức ngăn cản tuyệt đối không cho tập luyện nữa. Nhưng niềm đam mê võ thuật đó luôn nằm trong ký ức của anh.
Chhoeung Lvay nói: 
"Lần đầu tiên tôi xem chương trình thi đấu giành đai vô địch giữa võ sĩ Long Sophy và Keo Rumchong. Trận đấu này có rất nhiều người hâm mộ và khích lệ võ thuật Kun Khmer rầm rộ. Sự kiện này đã thôi thúc tâm trí tôi nhất định sẽ theo đuổi tập luyện võ thuật cho bằng được. Nhưng lúc đó tôi chưa biết câu lạc bộ võ thuật ở đâu, nên chỉ để trong tâm và ước mong ngày nào đó tôi sẽ vào tập luyện võ thuật. Trong lúc làm việc tôi hỏi người bạn đồng nghiệp, anh có biết câu lạc bộ nào tập luyện võ thuật không? Bạn tôi nói biết. Sau khi xong việc bạn tôi đã tranh thủ thời gian dẫn tôi đến một câu lạc bộ võ thuật tên là Long Salvoan và đăng ký luyện võ tại nơi đây".
Năm 2017, Chhoeung Lvay chính thức tập luyện Kun Khmer khi anh tròn 20 tuổi. Lúc này anh đang làm tài xế xe tải cho người anh họ tại quận Sen Sok, Phnôm Pênh và đồng thời dành thời gian luyện tập võ thuật đều đặn tại câu lạc bộ.
Trong năm tháng khổ luyện Kun Khmer, anh có ý định từ bỏ luyện tập nhiều lần, vì làm việc vất vả và còn khổ luyện tại câu lạc bộ, nhất là thực hành những cú đắm đau đớn về nhà ê ẩm khắp cả người. Để theo đuổi ước mơ, anh quyết tâm khổ luyện mãi đạt được thành quả như mong đợi.

## Thành tích và danh hiệu
- Ngày 13/05/2022 SEA Games 31 - Kickboxing Men's 71 kg, Huy chương Bạc.